# Une fille branchée
Une fille branchée (titre original : The Girl Who Was Plugged In) est un roman court de science-fiction féministe de l'écrivaine américain James Tiptree, Jr. publié en 1973. Il a remporté le prix Hugo du meilleur roman court 1974.

## Résumé
L'histoire se déroule dans un futur dystopique où le monde est contrôlé par un régime capitaliste. Bien que la publicité soit illégale (« ad » est, en fait, un gros mot), les entreprises sont toujours capables de persuader et de contrôler les consommateurs par les célébrités qu'elles créent pour le placement de produit. La protagoniste, Philadelphia Burke, âgée de dix-sept ans, ou P. Burke, est enrôlée pour devenir l'une de ces célébrités après une tentative de suicide alimentée par la société l'ostracisant en raison de sa dystrophie hypophysaire, mieux connue sous le nom de maladie de Cushing. Pendant sa convalescence à l'hôpital, elle est choisie par un éclaireur pour devenir une opératrice à distance pour une cyborg humanoïde d'une grande beauté fabriquée par une entreprise et connue sous le nom de Delphi, qui a grandi sans cerveau fonctionnel à partir d'un embryon modifié dans un utérus artificiel. Bien que Delphi semble être une fille normale de quinze ans, elle est contrôlée par un satellite lié au cerveau de P. Burke, qui est toujours physiquement situé dans son corps d'origine.

### La télécommande et l'opératrice
Le but d'une télécommande et d'une opératrice à distance, comme Delphi et P. Burke, est d'éliminer la crainte qu'une entreprise puisse avoir qu'une célébrité normale puisse agir de sa propre initiative. P. Burke contrôle Delphi, lui faisant dire et faire tout ce que l'entreprise lui ordonne de faire. Cela étant dit, après des mois d'entraînement, Delphi est stratégiquement placée dans un film documentaire mineur, et elle devient une sensation médiatique du jour au lendemain. Son travail consiste à agir comme une célébrité voyageant partout dans le monde, tout en achetant et en faisant la promotion  de produits pour influencer le public en faveur d'une entreprise.

### Une dure réalité
P. Burke ne tombe pas seulement amoureuse du style de vie, mais aussi de Delphi. Agissant comme une adolescente parfaite, P. Burke a tout ce qu'elle a toujours voulu. Elle a la renommée, le respect, la richesse, le pouvoir et finalement l'amour. Paul Isham, le fils riche et rebelle d'un cadre de réseau, remarque Delphi sur le tournage de son soap opera et tombe amoureux d'elle. P. Burke - et, par défaut, Delphi - rend la pareille à ses sentiments, mais ne peut pas lui faire connaître la vérité. Il finit par découvrir et mal comprendre la situation, croyant que Delphi est une fille normale qui est asservie par des implants. Il s'introduit par effraction dans le laboratoire où se trouve P. Burke et est choqué de voir Delphi être contrôlée par une femme alitée et peu attrayante connectée à d'innombrables machines. De rage et de confusion, il arrache les fils de P. Burke, et la tue. Delphi reste biologiquement vivante et est placée sous le contrôle d'une autre opératrice.

## Analyse
Les problématiques développées par Une fille branchée se concentrent en grande partie sur le corps féminin et l'incarnation du genre. Dans son article intitulé Whatever It Is that She's Since Become": Writing Bodies of Text and Bodies of Women in James Tiptree Jr.'s The Girl Who Was Plugged In and Winter Market of William Gibson, Heather J. Hicks met l'accent sur la vision de Tiptree à propos de l'incarnation féminine de P. Burke. Tiptree utilise des expressions telles que «Hulk gonflé», «brute de fille» et «carcasse» pour dévaloriser P. Burke, ce qui augmente encore le sentiment de son inutilité dans l'histoire. Cette version négative de l'incarnation féminine est montrée en contraste avec l'incarnation positive vue à travers Delphi, qui est décrite comme parfaite et belle. La juxtaposition de ces deux corps permet une discussion sur la façon dont les différents types de corps fonctionnent dans le contexte de la société présentée tout au long de l'histoire.

### Différents types de corps
Deux types de corps différents sont présentés tout au long de l'histoire. Heather J. Hicks explique que Delphi est le corps qui a de la valeur, tandis que P. Burke est considéré comme son contraire. Cette obsession de la perfection dans le monde décrit se remarque à travers l'utilisation de célébrités, dont Delphi, comme supports publicitaires. Sa beauté lui confère une influence sur la population, qui à son tour lui donne des opportunités que P. Burke n'aura jamais. Ce n'est que par procuration à travers Delphi que P. Burke peut être valorisée dans la société. Hicks explore cette idée plus loin, en disant « P. Burke se réjouit de la chance de pouvoir se débarrasser de sa chair et de ses os ignominieux qui lui ont causé tant de souffrances » afin d'être plus valorisée. Cela signifie que P. Burke est prête à se débarrasser de son propre corps physique afin de progresser dans la société car elle comprend que ce ne sera pas possible autrement. Le statut social au sein de cette société dépend tellement de la perfection et de la beauté que celles et ceux qui n'appartiennent pas à cette catégorie veulent pouvoir évoluer vers des corps plus appréciés. Hicks dit que c'est précisément ce que signifie la désincarnation du genre dans le contexte de Une fille branchée.

### Genre de l'autrice
Il existe une relation évidente entre le genre de l'autrice et le message de l'histoire. Hicks explique que Tiptree utilise P. Burke comme métaphore pour elle-même. L'autrice, de son vrai nom Alice Bradley Sheldon, utilise le pseudonyme masculin de James Tiptree Jr. afin de réussir dans le monde de la science-fiction. Hicks dit que Sheldon « devient P. Burke, qui alimente la personnalité publique que les consommateurs désirent ». Non seulement Sheldon utilise un pseudonyme masculin, mais son style d'écriture était également considéré comme masculin. Cela contribue davantage à l'incarnation du genre que Tiptree essaie d'entreprendre. Comme les personnages de l'histoire, les consommateurs du monde de la science-fiction veulent une image corporelle qui représente ce qu'ils jugent digne. Dans l'histoire, les gens veulent un corps féminin idéalisé, et dans le monde réel, les consommateurs de science-fiction veulent un corps masculin produisant leurs histoires. Hicks dit que la manière dont P. Burke est évincée par Paul  « suggère une conviction que son propre travail ne supporterait pas la révélation de son corps féminin ». Dans cette méthode d'analyse de la situation, Tiptree suggère qu'en écrivant cette histoire, elle ne peut pas réussir en tant qu'écrivain de science-fiction dans son propre corps féminin. Melissa Stevenson résume ce point dans son article Trying to Plug In: Posthuman Cyborgs and the Search for Connection en disant que Une fille branchée est un conte de transformations et de masques, l'histoire d'une fille qui est pas qui elle semble être, écrit par un auteur qui n'est pas exactement qui « il » semblait être ».

### Un auteur masculin pour un public masculin
Une caractéristique notable de Une fille branchée est la façon dont l'autrice a utilisé un narrateur masculin pour raconter l'histoire à un public majoritairement masculin afin de jouer avec les attentes du lectorat quant à la façon dont l'histoire se déroulera. L'histoire est racontée par un narrateur masculin très probablement à un consommateur masculin de science-fiction des années 1970. L'histoire continuellement racontée à travers un point de vue masculin vient mettre en évidence les problèmes que les lecteurs masculins pourraient avoir lors de la lecture de cette nouvelle. Selon Stevenson, Tiptree utilise cette façon de raconter l'histoire afin d'influencer les attentes des lecteurs masculins envers P. Burke et la manière dont l'histoire se déroulerait à l'envers. Le narrateur reproche à plusieurs reprises au lecteur d'avoir ces fausses attentes. Stevenson en donne un exemple avec la véritable tentative de suicide de P. Burke sur le banc du parc. Le narrateur châtie le lecteur parce qu'il ne s'intéresse pas à P. Burke mais plutôt à la ville environnante. L'attente ici est que la vie de la laide P. Burke est relativement sans importance par rapport à l'environnement pour le lecteur masculin ciblé. Stevenson souligne qu'après cela, le lecteur est réprimandé à trois reprises pour ne pas s'être concentré sur P. Burke, mais chaque fois que cela se produit, la narration est déplacée vers des descriptions des sondages futuristes, vraisemblablement en accord avec ce que le lecteur masculin désire vraiment lire. On revient à ce que Heather J. Hicks déclare sur l'importance et le succès du corps féminin idéal par rapport au corps féminin non idéal. Le corps de P. Burke est considéré comme sans importance et la façon dont l'histoire est écrite et rythmée le suggère.

### La performance du genre
Un autre thème de Une fille branchée est la performance du genre. Selon Veronica Hollinger, cette histoire parle de la poursuite par P. Burke d'un corps féminin idéal. P. Burke veut désespérément atteindre ce corps idéal, mais elle ne le peut pas en raison de son apparence physique. Selon Hollinger, P. Burke réalise l'idéal de genre à distance en contrôlant Delphi. Hollinger déclare que la performance de P. Burke ici lui donne une opportunité qu'elle n'aurait pas pu autrement donner à son vrai corps pour imiter une féminité acceptable. Elle écrit aussi que P. Burke « est une Delphi divinement féminine tant qu'elle interprète Delphi. P. Burke est l'actrice et Delphi devient son rôle ». Cette performance constitue le cheminement de P. Burke vers une fin de conte de fées. Delphi ne peut être féminine que si elle est  interprétée de manière féminine. Toute l'analyse de Hollinger peut être mise en parallèle avec l'analyse de Heather J. Hicks lorsqu'elle explique comment P. Burke utilise Delphi pour se hisser dans les rangs de la société. Afin d'avoir plus d'opportunités sociales, P. Burke doit jouer la féminité à travers Delphi.

## Critique littéraire sur la représentation du corps
La représentation du corps dans Une fille branchée a été discutée par plusieurs universitaires féministes. Parmi elles se trouvent Scott Bukatman, Melissa Colleen Stevenson, Veronica Hollinger et Heather J. Hicks. Les principaux thèmes de la nouvelle, incluent la désincarnation et la réincarnation, la performance de la féminité, l'oppression du corps féminin par les structures de pouvoir culturelles et le corps féminin dans une société technologique.

### Idéal construit de la féminité
Veronica Hollinger, co-rédactrice en chef de la revue scientifique Science Fiction Studies de l'Université DePauw, déclare dans son article, (Re)reading Queerly: Science Fiction, Feminism, and the Defamiliarization of Gender, que les femmes sont obligées de se conformer à un idéal de féminité construit pour ne pas être perçu soit comme un échec ou soit dans une certaine mesure, incomplet. Pour Hollinger, Une fille branchée parle de la façon dont les femmes subissent la pression de la société pour respecter les normes de féminité établies, comme le montre le désir désespéré de P. Burke de quitter complètement son vrai corps et de se réincarner définitivement en tant que Delphi. Dans une société où la seule façon d'atteindre le bonheur est de se conformer complètement à un idéal construit, P. Burke n'a d'autre choix que de vivre à travers le corps de fille parfaite qu'est Delphi. Heather J. Hicks renforce le point de vue de Hollinger dans son article "Whatever It Is That She's Since Become": Writing Bodies of Text and Bodies of Women in James Tiptree, Jr.'s "The Girl Who Was Plugged In" and William Gibson's "The Winter Market" en déclarant que P. Burke renie son corps réel et peu attrayant. Hollinger voit en P. Burke une représentation d'un corps totalement insignifiant aux yeux de la société. Elle discute de la façon dont le genre peut agir comme une forme d'emprisonnement lorsque la société s'attend à une démonstration irréaliste de la féminité. L'existence de P. Burke ne devient significative que lorsque son esprit contrôle le corps beau mais vide appelé Delphi, ainsi le corps féminin en rencontrant la technologie crée une séparation entre le corps et l'esprit où le seul moyen de P. Burke de réaliser l idéal de beauté féminine est aux mains de la technologie. Le monde futuriste dans lequel Tiptree Jr. met en scène son histoire a appris à P. Burke à idolâtrer l'idéal que «les Dieux» incarnent et ainsi P. Burke commet volontiers l'acte de «performer la féminité».

### Description de P. Burke
L'oppression du corps féminin et sa désincarnation dans Une fille branchée sont observées aussi  par les termes utilisés pour décrire le personnage principal, c'est-à-dire la description de P. Burke. Au début de l'histoire, Tiptree dit « C'est bien, parce que maintenant vous pouvez voir qu'elle est la plus laide du monde. Un grand monument à la dystrophie hypophysaire. Aucun chirurgien ne la toucherait. ». De l'avis de Scott Bukatman, de l'Université de Stanford, Tiptree transforme le corps en quelque chose d'impur et en décomposition à travers des phrases telles que «papa mort», «fille pourrie» et «zombie». Hicks suggère que l'utilisation de mots grossiers pour le personnage principal ne fait qu'empirer à mesure que l'histoire progresse pour souligner une démonstration peu attrayante de la désincarnation féminine. Selon Bukatman, le corps dans Une fille branchée est une figure dominante et centrale, mais il sert également à représenter une limitation définitive. Ce fait est à mettre en parallèle avec  l'analyse de Hollingers de la réincarnation de P. Burke, Delphi devenant un rôle d'actrice à jouer tandis P. Burke s'imagine comme une actrice qui doit performer ce rôle de Delphi. Il y a une analogie claire avec l'échec de notre propre société à reconnaître les femmes individuelles comme distinctes de l'idéal culturel construit de la féminité. Stevenson pense que pour P. Burke déformée et ostracisée, la vie en tant que Delphi est la seule vie qui réelle, car son corps d'origine l'a laissée exclue de la catégorie humaine aux yeux de la société, la rendant incapable de former des liens émotionnels ou faites l'expérience de l'amour jusqu'à sa réincarnation en tant que Delphi. Par conséquent, P. Burke se sent plus humaine en tant que Delphi qu'en tant qu'elle-même car la société accepte et reconnaît enfin son existence. En d'autres termes, P. Burke dépend de la technologie pour pouvoir participer à la société.

### Relations entre les femmes et la technologie
Alors que Hollinger lit Une fille branchée à travers le prisme idéologique du genre en tant que performance, Hicks pense que Tiptree relie la désincarnation féminine à la relation des femmes à la technologie. Delphi, qui a été créée dans le seul but de faire de la publicité, est l'exemple vivant de la femme parfaite, et à travers son travail pour GTX, elle participe à renforcer l'idéal culturel de la féminité qu'elle a créé. De l'avis de Hicks, « le corps de Delphi est utilisé dans un but capitaliste à des fins publicitaires à un point tel que son corps devient synonyme des produits dont elle fait la publicité ». Cependant, Stevenson souligne que, bien que Delphi soit belle, elle n'a pas d'identité sans le lien avec P. Burke, ce qui signifie qu'elles dépendent toutes les deux l'une de l'autre pour fonctionner dans la société. Bukatman soutient également que l'acte de fusionner avec une machine, comme P. Burke fusionne avec Delphi, est, dans la science-fiction féministe, un acte de défaite, par opposition à l'approche romancée du cyberpunk où il est considéré comme nécessaire et source de puissance. Bukatman souligne que les progrès technologiques de la science-fiction sont synonymes de la promotion d'une structure de pouvoir patriarcale, comme on le voit dans le contrôle du corps féminin dans Une fille branchée. Bukatman indique « En ce sens, le titre de Tiptree fait référence à l'état d'être branché aux définitions masculines de l'image et de l'être féminins ; branché aux structures de pouvoir de la technologie masculine ». Il souligne également l'impact négatif de la modification de votre identité dans l'histoire de Tiptree et déclare qu'elle sert de symbole d'oppression plutôt que de libération des conventions de la société.

### P. Burke et Delphi versus Sheldon et Tiptree
Stevenson et Hicks discutent toutes deux du parallèle intéressant et remarquable entre P. Burke et Delphi et Alice Sheldon et son pseudonyme, James Tiptree Jr. Stevenson souligne qu'en écrivant sous pseudonyme masculin, Sheldon a pu obtenir une image plus attrayante qui lui prmettait de se connecter à la communauté des écrivains de science-fiction à dominante masculine. Hicks pense que Sheldon elle-même a peut-être connu une forme de désincarnation où elle ne pouvait réaliser les idéaux de la communauté de science-fiction qu'en assumant un personnage masculin. Tiptree aborde dans cette seule nouvelle des sujets féministes essentiels, qui font d'elle l'une des écrivaines de science-fiction féministes les plus en vue de son temps.

## Ouvrages
- Pat Cadigan, The Ultimate Cyberpunk, iBooks, 2002 (ISBN 0-7434-5239-9)
- New Dimensions 3 (en), Doubleday, Robert Silverberg, 1974.
- James Tiptree, Warm Worlds and Otherwise (en), Jr. Ballantine, 1975.
- James Tiptree, Her Smoke Rose Up Forever, Jr. Tachyon, 2004.
- Karen Joy Fowler, Pat Murphy, Debbie Notkin et Jeffrey D. Smith, The James Tiptree Award Anthology 3, Tachyon, 2007.
- Tor Double #7: "Screwtop". Vonda N. McIntyre. "The Girl Who Was Plugged In". James Tiptree, Jr.. Tor, 1989.  (ISBN 0-8125-4554-0)

## Autres média
- L'histoire a été adaptée en téléfilm en 1998, pour la série Welcome to Paradox de Sci Fi Channel (épisode 5).
- L'histoire a été adaptée en comédie musicale en 1992, en tant que premier acte de Weird Romance: Two One-Act Musicals of Speculative Fiction. La musique est de Alan Menken, les paroles de David Spencer, le livre d'Alan Brennert et David Spencer. Il mettait en vedette Ellen Greene dans sa première Off-Broadway et l'enregistrement de la distribution.